# Arkö-klass
Arkö-klass var en serie på 12 minsvepare byggda i trä för att kunna svepa magnetminor. Då man inte hade kunskap om att bygga så stora fartyg i trä, så gjordes omfattande studier av liknande fartyg byggda i USA och Tyskland. De amerikanska minsveparna AMS-60 CL och AM-421 användes som förebilder för konstruktionen i viss mån. Erfarenheter därifrån visade att minsvepare av den tidigare Hanö-klassen som var byggda av stål och som var utrustande med elektriska avmagnitiseringsslingor inte gav ett fullgott skydd mot magnetiska minor. Inte ens träbåtar byggda på metallspant gav ett fullgott skydd då minornas känslighet ökats drastiskt. Därför beslutade man att skroven skulle byggas av furuplankor i tre skikt som skulle limmas mot varandra, detta för att undvika metallspant som kunde ge upphov till magnetiska fält. Fartygen innehöll ändå, även om de var byggda på träspant, så mycket material i form av generatorer och andra ferritiska objekt att de trots allt måste förses med "antimagnetslingor" som kalibrerades i särskilda magnetbanor, lokaliserade i olika hamnar till exempel i Karlshamn.
Kungliga marinförvaltningen beställde våren 1955 konstruktion och byggnad av de tre första minsveparna i klassen. HMS Arkö, HMS Spårö och HMS Karlsö byggdes vid Oskarshamns varv med Fisksätra varv som underleverantör för skroven. Fisksätra varv hade aldrig tidigare byggt så stora träbåtar så omfattande modifieringar och utbyggnad av produktionslokaler fick göras.
Konstruktionsarbetet utfördes av Oskarshamnsvarvet vid ett konstruktionskontor i Saltsjö Duvnäs, under ledning av Olle Kärnhagen, i nära samarbete med Fisksätra Varv. Dessutom var sedermera professor Karl-Axel Olsson vid KTH, Institutionen för Lättkonstruktioner, den ingenjör som gjorde det huvudsakliga beräkningsarbetet för Arkö-serien.
Det fanns ett specifikt problem vid spant 27, där ett språng mellan huvuddäck och backdäck skapade hållfasthetsbekymmer på grund av att däcksvägaren inte var kontinuerlig. Lösningen innebar flera omkonstruktioner av Karl-Axel Olsson och införandet av en komplex S-formad limträbalk, kallad "Flygplansvingen" av båtbyggarna.
M-57-serien byggdes med en limmad lamellär furukonstruktion för att uppnå hög styrka och vridstyvhet. Köl och kölsvin var 320 mm breda och uppbyggda av 22 mm tjocka lameller, precis som vägare och däcksbalkar. Spanten bestod av 11 mm lameller med en bredd på 115 mm och placerades med 530 mm mellanrum.
Initialt planerades en bordläggning med 60 mm tjocka horisontella plankor. Skjuvprov visade dock otillräcklig vridstyvhet, vilket ledde till införandet av två diagonala skikt på 15 mm och en reducering av den horisontella bordläggningen till 40 mm. Däcksbalkarna dimensionerades till 115×150 mm, och däcket byggdes av 60×60 mm trä. Förstärkningar kring däcksluckor och urtag gjordes med plywood på 22 eller 40 mm.
Fartygen utrustades med sju vattentäta skott av 18 eller 26 mm plywood, förstärkta med vertikala reglar med 300 mm delning, för att säkerställa strukturell integritet och säkerhet.
All limning gjordes med fenolharts och att alla bultar var av rostfritt omagnetiskt stål. Genom att koppla den kontinuerliga vägareförstyvningen till brädgången från huvuddäcket fick fartyget en vacker sidoprofil.
HMS Arkö sjösattes som första båt i serien 21 januari 1957 och bogserades därefter till Oskarshamns varv för utrustning och färdigställande. Samtidigt hade byggnationen av de övriga båda fartygen fortskridit och HMS Spårö kunde sjösättas 1 juli 1957 och HMS Karlsö 20 december 1957.
Fisksätra varv fick därefter beställning på skroven till HMS Iggö, HMS Skaftö och HMS Vållö. Utrustning av HMS Iggö och HMS Skaftö skedde vid Kalmar varv och HMS Vållö utrustades vid Helsingborgs Varfs AB. Vid samma tidpunkt lades order på de resterande sex skroven hos Karlskronavarvet, varav HMS Aspö, HMS Hasslö och HMS Vinö även kom att utrustas där. HMS Nämndö och HMS Blidö utrustades vid Helsingborgs Varfs AB och HMS Styrsö vid Kalmar varv.
Fartygen utrustades med motorer från Daimler-Benz av aluminium och brons. Även sveputrustningen var tillverkad av aluminium eller rostfritt stål. Detta för att så lite som möjligt av fartygen skulle vara av magnetiskt material som kunde påverka minor. 
Tidigt började fartygen få problem med läckande däck. Redan 1965 började det upptäckas rötskador på de tidigaste fartygens däck. Man gjorde prover med att byta däcket på HMS Hasslö mot glasfiberarmerad polyester med fullgott resultat. Fartyget utrustades då också, liksom även de övriga fartygen i dåvarande 412:e minsvepardivisionen (1968), med kupol över kanonen (enkel 40 mm Bofors) och centralt automatiskt målsökande riktsystem styrt från bryggan, dock ej från styrhytten, vilket med dåtidens teknik var praktiskt omöjligt.
I samband med halvtidsmoderniseringen början av 1980-talet fick HMS Arkö, HMS Skaftö och HMS Styrsö modernare hydrauliska lyftkranar. De försågs med en kupol över kanonen och fick även en nyare typ av riktsystem för kanonen med automatisk målsökning som även kunde avfyras från styrhytten.
Fartygen utrangerades mellan 1981 och 2009.